# Colodión
El colodión es una solución de nitrocelulosa en una mezcla de éter y alcohol y fue descubierto por Louis Menard en 1846.
Durante la guerra civil estadounidense fue utilizado como vendaje y ha tenido aplicación en la medicina siendo preparado de modo específico en la farmacia, aunque cada vez se ha utilizado menos ya que las regulaciones han ido limitando el empleo del éter. 
El colodión se presenta en forma de barniz que seca con rapidez y deja una lámina transparente muy parecida en textura al celofán. Tuvo aplicación en los comienzos de la fotografía dando lugar al proceso del colodión húmedo. Este proceso, inventado en 1851 por Frederick Scott Archer, empleaba una placa de colodión empapada de un producto químico sensible a la luz y, aunque era un proceso complejo, ya que debía prepararse la placa inmediatamente antes de la toma fotográfica, permitió utilizar un tiempo de exposición inferior a treinta segundos cuando otros procesos necesitaban varios minutos.
Hilaire de Chardonnet produjo hilo de colodión en 1884 partiendo de nitrocelulosa disuelta en una solución de alcohol y éter haciéndola pasar a través de los agujeros en un dado. Ese tejido recibió el nombre de «seda Chardonnet», tratándose de un producto similar al rayón. El mismo proceso lo desarrolló después el británico Topham, lo que le permitió el descubrimiento de la viscosa.